# 高欣欣
高欣欣（1969年9月24日—），台灣女演員。22歲出道，出道第一部戲為中視單元劇《黃金新貴族》。第一個綜藝節目華視《好彩頭》助理主持人。2005年以民視《意難忘》入圍第40屆金鐘獎戲劇節目女配角獎。

## 作品

### 戲劇
其曾演出數個八點檔作品，包含風水世家、多情城市、意難忘、夜市人生，市井豪門（飾烘焙坊老闆方華），在市井豪門中與丈夫李國超共同參與演出，其中讓其印象最深的角色是意難忘的酒家老闆娘陳麗卿。依鳳凰藝能官方紀錄，其曾參與作品包含系列作女力報到，其它包含廉政英雄、娘家、青龍好漢、家有日本妻、富貴在天、世間路、金枝玉葉、春花望露、幸福來了、孟婆客棧、決勝的揮拍、我愛我妻我愛子、台灣靈異事件、婚姻結業式、台灣廖添丁、月亮上的幸福、九如一家人。
在舞台劇部份，其曾參與聊齋－【幻·夢】。在電影部份，其曾參與曙光、公視人生劇展系列的阿惜姨。

### 主持
- 追趕跑跳碰[7]
- 好彩頭[7]

## 獎項紀錄
| 年份 | 獲提名     | 獎項                              | 結果 |
| ---- | ---------- | --------------------------------- | ---- |
| 2005 | 《意難忘》 | 第40屆金鐘獎 戲劇類連續劇女配角獎 | 提名 |

## 外部連結
- 高欣欣nikita的新浪微博
- 高欣欣粉絲俱樂部的Facebook專頁
- 高欣欣在香港影庫上的簡介
- 鳳凰藝能－高欣欣（页面存档备份，存于）